# Kentjärvi
Kentjärvi (en carélien : Kendärvi, en finnois : Kentjärvi, en russe : Ко́нчезеро, Kontchezero) est une municipalité rurale du raïon de Kontupohja en république de Carélie.

## Géographie
La commune de Kentjärvi est situé sur un isthme étroit entre les lacs Kentjärvi et Pirttijärvi, à 25 kilomètres au sud-ouest de Kontupohja.
La municipalité de Kentjärvi a une superficie de 547,1 km2.
Elle est bordée à l'ouest par Petrovski et Martsialnyje vody du raïon de Kontupohja, au nord par Hirvas, au nord-est par Tedjärvi, à l'est par Jänispelto et Kontupohja, au sud par Suoju du raïon des rives de l'Onega ainsi qu'au sud-ouest par Tšalna du raïon de Priaja.
Son paysage se caractérise par des eskers longs et étroits ainsi que par des lacs étroits et des marais.
Le cours d'eau principal de Jänispelto est la rivière Suunujoki.
Ses lacs sont le Tšupskoje, le Kaštamoozero et le Poveža.

## Démographie
Recensements (*) ou estimations de la population
| 2009  | 2010  | 2013  | - |
| ----- | ----- | ----- | - |
| 1 692 | 1 595 | 1 501 | - |